# Shanghai Tower
La Torre de Xangai (a xinès :上海中心大厦; pinyin: Shànghǎi Zhongxin Dasha; anglès: Xangai Tower) és un gratacel situat en el districte de Pudong a Xangai, Xina. L'edifici s'eleva 632 metres sobre el terra, té 128 pisos i una superfície de 420.000 m². Actualment és l'edifici més alt de la Xina i el 3r gratacel més alt de l món, només superat pel Merdeka PNB-118 i el Burj Khalifa de Dubai.

## Planificació

### Districte
Els models de planificació per al barri de negocis de Lujiazui es remunten a 1993, i mostren els plans de tres grans gratacels un al costat de l'altre. Aquests edificis ja s'han construït, l'edifici Jin Mao, que es va completar el 1998, el Shanghai World Financial Center el 2008, i la Torre de Xangai el 2015.

### Competència

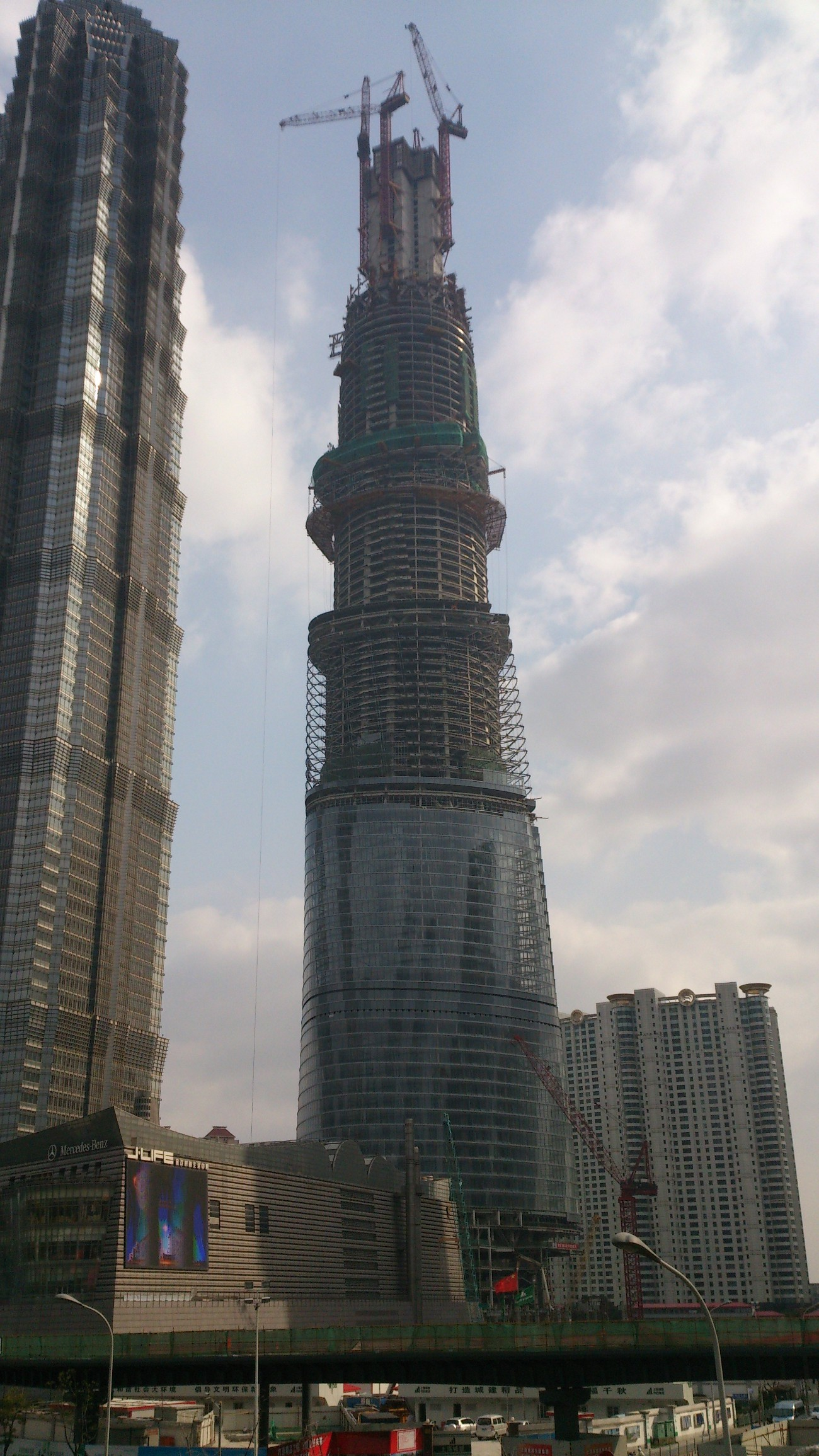
La construcció al març de 2013.

Després dels nombrosos dissenys presentats per diversos estudis d'arquitectura, dues propostes van ser finalistes a principis de 2008, totes dues de 580 metres d'altura. El disseny innovador de Gensler, en el qual l'estructura gira a mesura que puja i a més està envoltada per una paret de vidre exterior, fou l'escollit el juny de 2008.

### Disseny
La torre està organitzada en forma de nou edificis cilíndrics apilats uns sobre altres, coberts per una façana de vidre. Entre això i la capa exterior, que gira a mesura que puja, nou jardins interiors en els diferents nivells són l'espai públic per als residents de Shanghái. També té espais per celebrar esdeveniments a la base de la torre. Compta amb la plataforma d'observació no tancada més alta del món.
El director de disseny de Gensler, Marshall Strabala, va dir a E-Architect.co.uk (un lloc web de notícies d'arquitectura), que la Torre de Shanghái representaria "El futur dinàmic de la Xina. Seria un edifici impressionant en el que tant aquesta animada i canviant metròpolis, com en la resta del país, miren cap al futur. No hi hauria cap altra torre tan única i ben concebuda al món".

### Sostenibilitat
El disseny de la façana de vidre de la torre, que completa un gir de 120° a mesura que puja, pretén reduir les càrregues del vent a l'edifici un 24%. Això va disminuir la quantitat de materials de construcció necessaris; la torre de Xangai utilitzava un 25% menys d'acer estructural que un disseny convencional d'una alçada similar. Com a resultat, els constructors es van estalviar aproximadament 58 milions de dòlars EUA en costos materials. La característica forma d'espiral recull l'aigua de pluja que s'utilitza per a l'aire condicionat i els sistemes de calefacció de l'edifici. Segons E-architect.co.uk, és el primer mega-gratacel (600 metres o més alt), amb doble "pell" al món, actuant com un "termo", diu Strabala, que permet aïllar-ho i estalviar energia.
Tot i que la major part de l'energia de la torre serà proporcionada per sistemes elèctrics convencionals, 270 turbines eòliques d'eix vertical ubicades a la façana i prop de la part superior de la torre són capaços de generar fins a 350.000 kWh d'electricitat suplementària per any, i s'espera que abasteixi el 10% de la demanda d'electricitat de l'edifici. La façana de vidre aïllant de doble capa va ser dissenyada per reduir la necessitat d'aire condicionat interior i està composta per un vidre reforçat avançat amb una alta tolerància a les variacions tèrmiques. A més, els sistemes de calefacció i refrigeració de l'edifici utilitzen fonts d'energia geotèrmica. A més, la pluja i les aigües residuals es reciclen per descarregar els lavabos i regar els espais verds de la torre.

## Construcció
Durant el 2008, el lloc va ser preparat per a la construcció, i el 29 de novembre d'aquell any es feia la cerimònia que donava pas a l'inici de la construcció, després d'haver passat una avaluació d'impacte ambiental. En els diferents processos de construcció de l'edifici, es van utilitzar tècniques més sostenibles.
L'espai que actualment ocupa l'edifici va ser un driving range, on es practiva golf. Això va ser durant un poc temps i just abans de ser netejat per preparar la construcció.
L'estructura de l'edifici es va finalitzar el 2014 i es va inaugurar el 2015. És un edifici resistent capaç de suportar un terratrèmol de magnitud 9 o més, això com a part de la nova i tecnològica enginyeria i arquitectura xinesa.

## Ús
El 2017, el Wall Street Journal va reportar que a tres anys de acabat, pocs lloguers s'havien concedit i menys encara s'havien mudat. Al 2019, va transcendir que 55 pisos estaven buits.

## Galeria

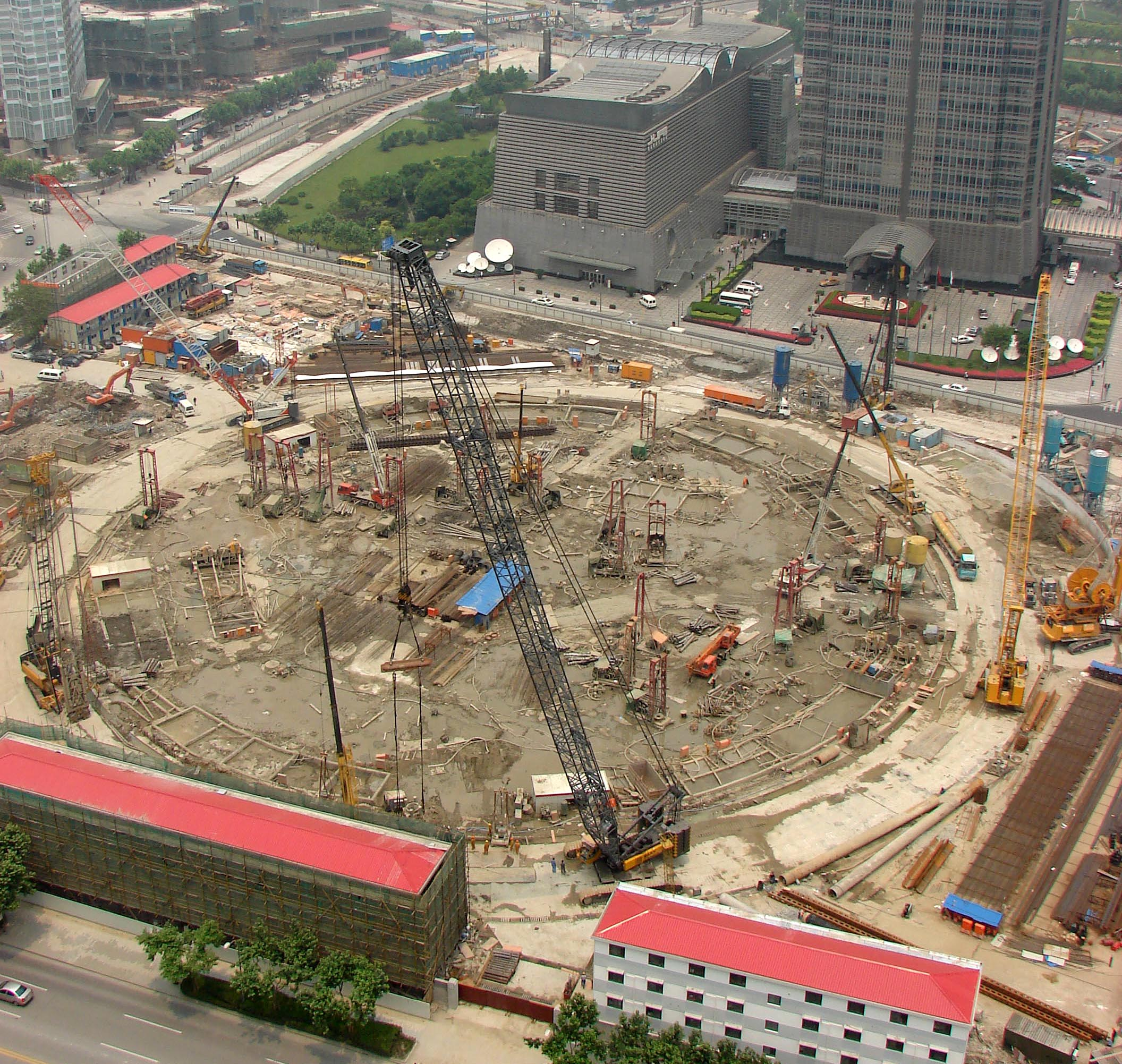
Juny de 2009
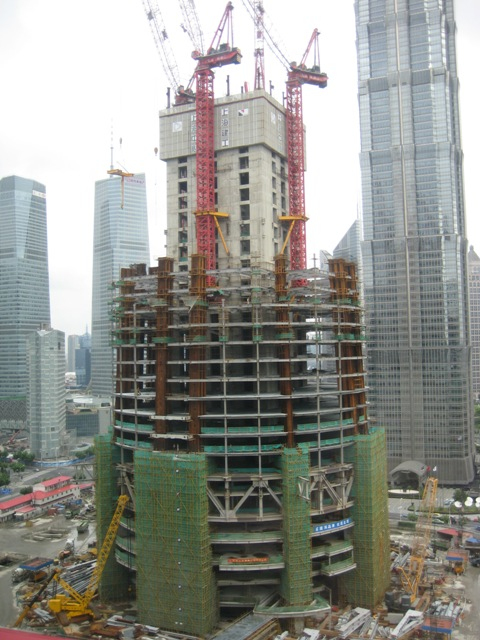
Agost de 2011
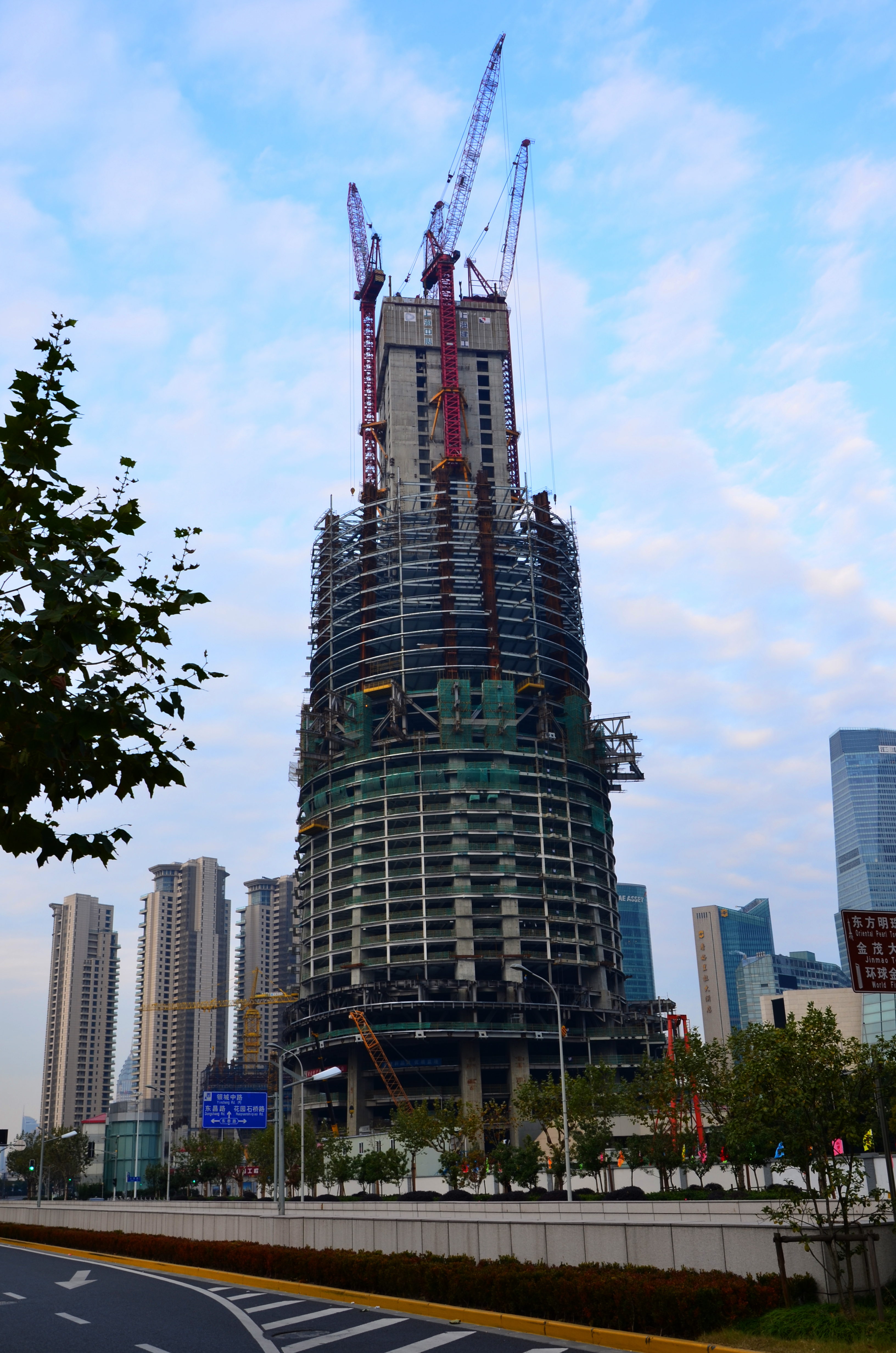
Desembre de 2011
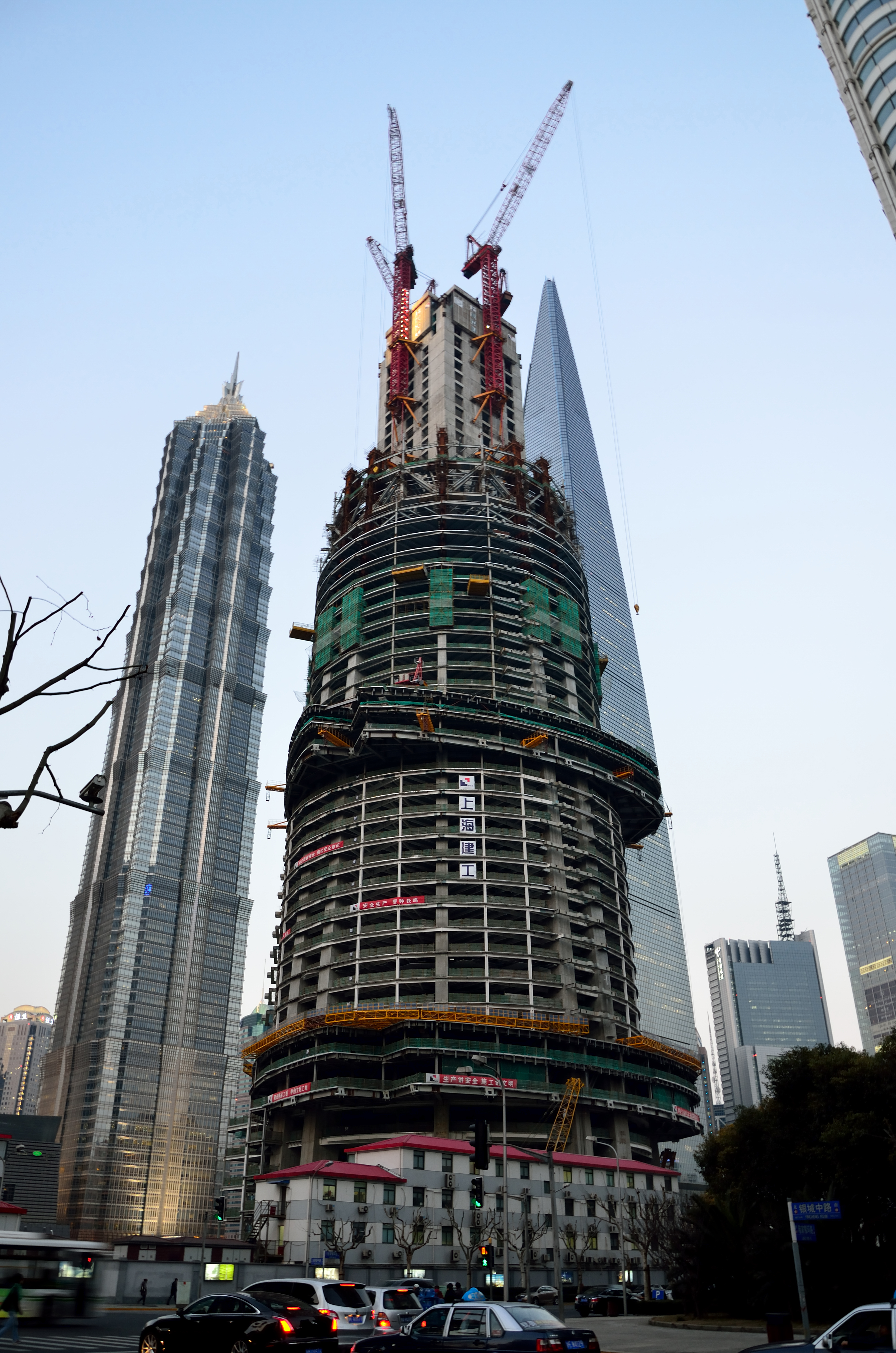
Març de 2012
Octubre de 2012
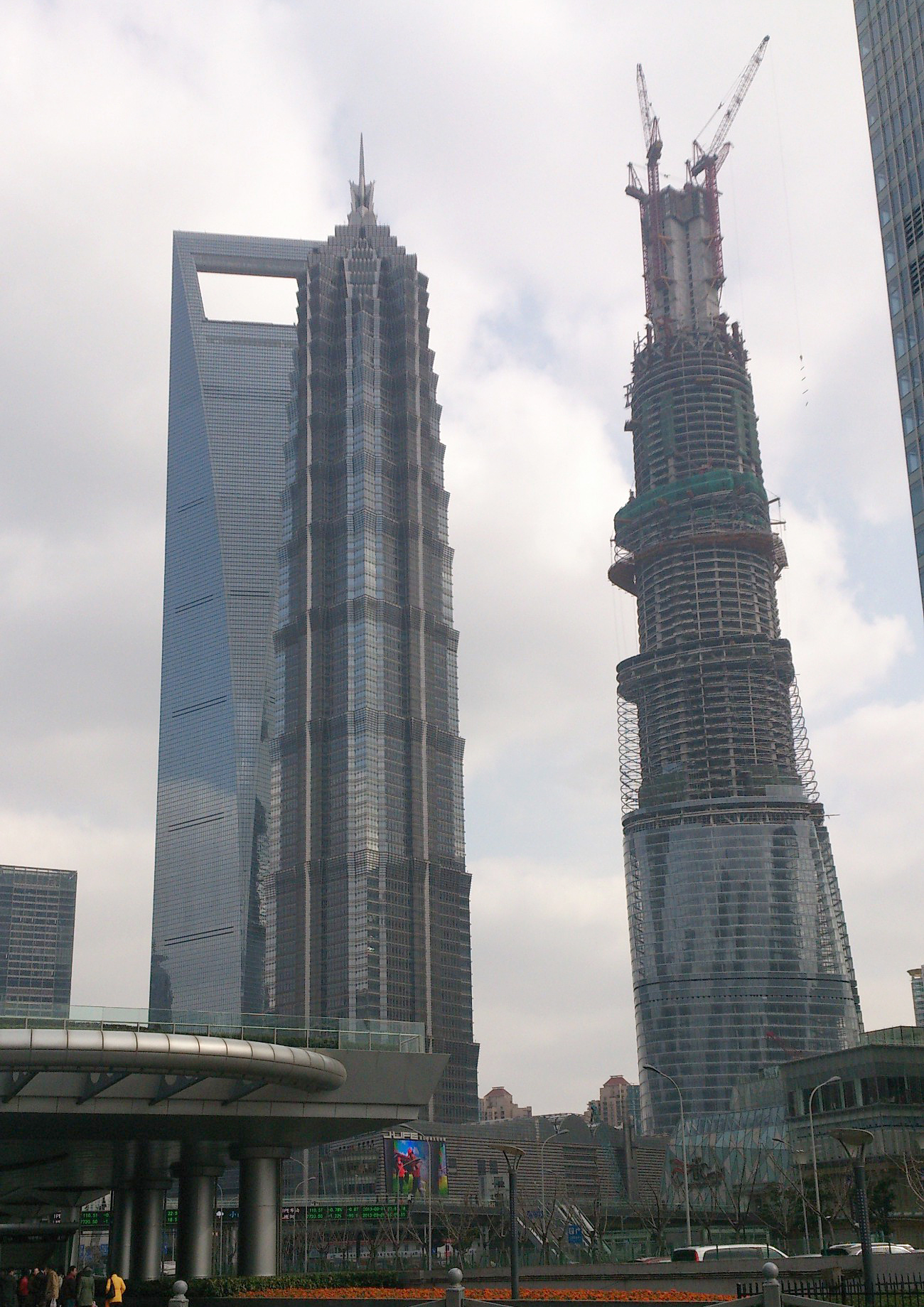
Març de 2013
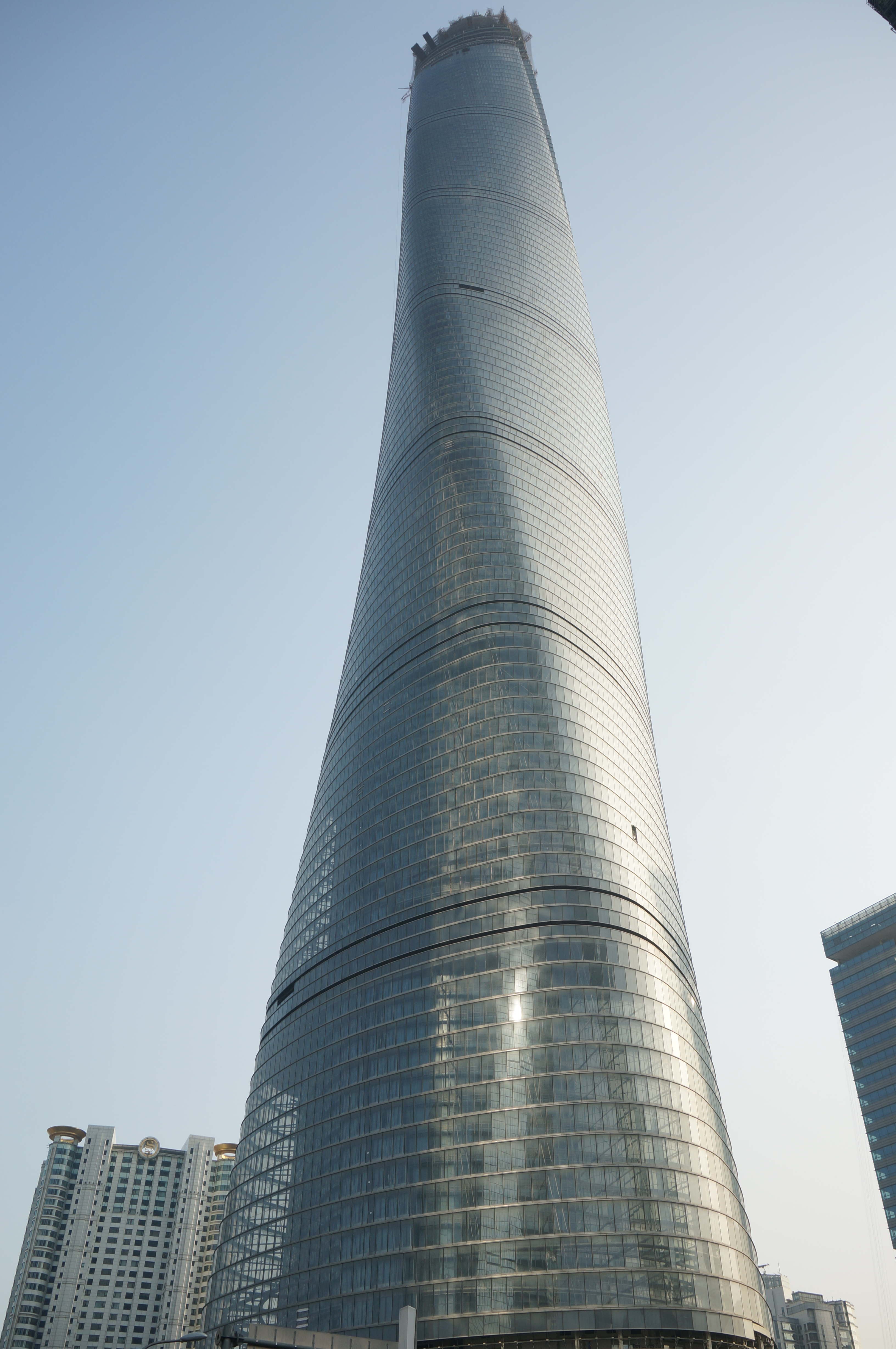
Agost de 2014